# Lübscher Bach
Der Lübsche Bach ist ein rechter Nebenbach des Schlotfelder Grabens bzw. Stormsteichbachs in Itzehoe.
Der Lübsche Bach entspringt am Westrand des Lübschen Gehölzes (Itzehoer Stadtforst) nahe der Bundesstraße 77. Von da fließt er nach Nordosten durch den Itzehoer Stadtforst, unterquert den Schmabeker Weg, fließt von da an durch den Kreisforst Schmabek und schließlich über offene Flur, bevor er in den Bach mündet, der im Unterlauf als Schlotfelder Graben und im Oberlauf als Stormsteichbach bekannt ist.
Seinen Namen erhielt der Bach erst im Sommer 2014. Zuvor wurde er lediglich funktional als „Vorfluter 28 b“ bezeichnet.
Der Lübsche Bach ist Teil des FFH-Gebietes Rantzau-Tal. Entlang des Baches wird eine naturnahe Waldentwicklung angestrebt.